# Akin Akingbala
Akinlolu Akinayi Akingbala (25 de marzo de 1983) es un baloncestista de Nigeria que mide 2.09 m y cuyo equipo es el Araberri Basket Club. Juega en la posición de pívot.

## Carrera deportiva
Akingbala es un jugador nigeriano formado en los Clensom Tigers y tras no ser drafteado en 2006, dio el salto a España tras formar parte de Los Angeles D-Fenders. En las filas del Lleida Bàsquet realizó una buena temporada. Más tarde, el experimentado jugador ha formado parte en diferentes equipos de ligas europeas como Letonia, Rusia, Ucrania, Italia, Francia, y competiciones europeas como la antigua Eurochallenge o la propia Euroliga. Ha conseguido numerosos galardones individuales y títulos como por ejemplo la Liga Francesa ganada por su equipo el Nancy, siendo uno de los jugadores destacados, promediando 10 puntos y 8 rebotes. Además, fue internacional con Nigeria en 2009. Más tarde, volvería a Francia para jugar en el SPO Rouen Basket.
En la temporada 2015/2016 jugó en el Tabriz, un equipo iraní. 
En enero de 2017, vuelve a España para jugar en las filas del Sáenz Horeca en la liga LEB, para lo que resta de temporada.